# Nenečki autonomni okrug
Nenečki autonomni okrug je autonomni okrug u Arhangelskoj oblasti u Rusiji. 